# Capella a sa Tuna
La Capella a sa Tuna és una obra de Begur (Baix Empordà) inclosa a l'Inventari del Patrimoni Arquitectònic de Catalunya.

## Descripció
És una capella de planta rectangular amb un cos afegit a la dreta i per la part posterior que és la sagristia. Llur teulat es perllonga i és converteix en un porxo lateral dret(2 pilars rectangulars amb una barana inferior). Aquest porxo recull una entrada lateral de llinda planera. Aquest porxo és paral·lel a l carrer, i és més baix que els teulat de la capella (a dos aigües) el que fa sobresortit la mica de paret lateral. La façana ppal. Es produeix perpendicular a l'esquerra del porxo. Té una porta de llinda planera de pedra (la porta és tota emmarcada, de pedra) i la façana es clou amb un campaneret d'espadanya.- la façana esquerra té 3 obertures petites i rectangulars.- l'absis es carrat i de mateixa paret que la sagristia.
El teulat del porxo es al pendent.